# 艾達·巴拉耶娃
艾達·加雷莫芙娜·巴拉耶娃（羅馬化：Aida Ğalymqyzy Balaeva，發音：[ɐˈjɪdə ɣɑˈɫɯmqɯzɯ bɑˈɫɑjɯβɑ]；1974年7月4日—），是一位哈薩克斯坦女性政治人物。她曾經在2019年7月22日至2020年5月4日期間擔任該國總統助理，並自2020年5月4日起出任新聞和社會發展部部長。

## 早年生活和教育
巴拉耶娃於1974年7月4日在蘇聯哈薩克蘇維埃社會主義共和國（現哈薩克斯坦）阿拉木圖州然貝爾區然貝爾出生，大學時期於阿拉木圖阿拜國立大學（現哈薩克阿拜國立師範大學）修讀俄羅斯語言和文學系並在2000年順利畢業，其後她也於2007年取得哈薩克國立農業大學法學學位，以及在2010年憑《哈薩克斯坦青年的民族宗教認同：社會學角度》（Этно-религиозная идентификация молодежи Казахстана: социологический аспект）一文獲得歐亞國立大學社會學副博士。

## 仕途
巴拉耶娃於1999年進入阿拉木圖州新聞和公共協議局先後擔任首席專家與某處主任，三年後轉往阿拉木圖市新聞和公共協議局出任社會政治進程分析與協調辦公室主任。接著她在2004年獲委任為阿拉木圖市內部政策局第一副局長，並於兩年後升任至局長。2008年，巴拉耶娃獲調往首都阿斯塔納（現努爾蘇丹）繼續擔任內部政策局局長一職，兩年後再獲得晉升出任該市副市長。
2014年12月30日，哈薩克斯坦首任總統努爾蘇丹·納扎爾巴耶夫發佈政令，任命巴拉耶娃為總統辦公廳內政辦公室主任。巴拉耶娃就任四年多後再獲第二任總統卡瑟姆若馬爾特·托卡耶夫在2019年7月22日委任為總統助理兼總統辦公廳申請受理和監督部門負責人，不夠一年後托卡耶夫總統又於2020年5月4日簽署第322號總統令，正式任命巴拉耶娃擔任新聞和社會發展部部長。